# Koenigsbergia
Koenigsbergia is een geslacht van wantsen uit de familie van de Reduviidae (Roofwantsen). Het geslacht werd voor het eerst wetenschappelijk beschreven door Popov in 2003.

## Soorten
Het genus is monotypisch en bevat alleen de volgende soort:

- Koenigsbergia herczeki Popov, 2003